# Hof van Beroep voor het 2e circuit
Het Hof van Beroep voor het 2e circuit (Engels: United States Court of Appeals for the Second Circuit) is een federale Amerikaanse rechtbank in New York, die beroepszaken behandelt uit de staten Connecticut, Vermont en New York. Het hof heeft officieel dertien permanente rechters (op dit moment zijn het er elf) en daarnaast nog tien rechters die senior status hebben en dus in deeltijd werken. Circuit justice voor het 2e circuit was rechter Ruth Bader Ginsburg.